# Bangsia aureocincta
La tangara del Tatamá, bangsia de Tatamá o cachaquito de anillos dorados (Bangsia aureocincta), es una especie de ave paseriforme de la familia Thraupidae, perteneciente al  género Bangsia. Es endémica de Colombia.

## Distribución y hábitat
Se distribuye en la pendiente del Pacífico de los Andes occidentales de Colombia. Cuatro ejemplares fueron colectados en las vecindades del cerro Tatamá (divisa entre Risaralda, Chocó y Valle del Cauca) entre 1909 y 1946, pero no fue más registrada durante búsquedas en los años 1990 y puede estar localmente extinta. Desde 1946, ha sido registrada en Alto de los Galápagos (divisa entre Valle del Cauca y Chocó), en el cerro de Caramanta en Alto de Pisones (Risaralda), donde es común a abundante, y recientemente en el parque nacional natural Las Orquídeas (Antioquia).
Esta especie es considerada bastante común pero extremadamente localizada en sus hábitats naturales: los estratos medio y bajo de selvas húmedas montanas con abundancia de musgos, donde parece preferir las cumbres, en altitudes entre 1600 y 2000 m.

## Estado de conservación
La tangara del Tatamá ha sido calificada como vulnerable por la Unión Internacional para la Conservación de la Naturaleza (IUCN) debido a que su pequeña zona de distribución y su baja población, estimada entre 600 y 1700 individuos maduros, se presumen estar en lenta decadencia como resultado de la pérdida de hábitat. Hasta el año 2017 era considerada amenazada de extinción, pero actualmente no se la considera sobre amenaza inminente lo que hizo con que se la recalificara.

## Sistemática

### Descripción original
La especie B. aureocincta fue descrita por primera vez por el ornitólogo austríaco Carl Eduard Hellmayr en 1910 bajo el nombre científico Buthraupis aureocincta; su localidad tipo es: «Cerro Tatamá, 6700 pies [c. 2040 m], Chocó, Colombia».

### Etimología
El nombre genérico femenino «Bangsia» conmemora al zoólogo estadounidense Outram Bangs (1863–1932); y el nombre de la especie «aureocincta», se compone de las palabras del latín «aureus»: dorado, y «cinctus»: bandeada, en referencia al anillo dorado que circula su mejilla.

### Taxonomía
Es monotípica. Los amplios estudios filogenéticos recientes de Burns et al. (2014) demuestran que la presente especie es hermana de Bangsia edwardsi.